# Stephan Radinger
Stephan Radinger (* 20. Oktober 1914 in Steyr, Oberösterreich; † 6. Dezember 2005 ebenda) war ein österreichischer Politiker.

## Leben
Nach dem Besuch des Gymnasiums und dem Erlangen der Matura, im Jahr 1933, studierte Radinger Erziehungswissenschaft an der Universität Wien. Als Professor für Latein und Englisch fand er danach Arbeit am Gymnasium in Steyr. 1967 wurde Radinger zum Landesschulinspektor für Oberösterreich ernannt und ihm der Titel Hofrat verliehen.
1959 wurde Radinger für die Sozialdemokratische Partei Österreichs (SPÖ) in den Gemeinderat von Steyr gewählt, dem er bis 1968 angehörte. Zuletzt übte er von 1967 bis 1968 das Amt des Vizebürgermeisters der Bezirkshauptstadt aus. Im Oktober 1968 wurde Radinger Abgeordneter seiner Partei, der SPÖ, zum Nationalrat, wo er elf Jahre lang, bis Juni 1979, ein Mandat innehatte. Gleichzeitig wurde Radinger Mitglied im Europarat in Straßburg, dem der SP-Politiker von Juli 1970 bis Oktober 1979 angehörte.